# Carlos Abreu Amorim
Carlos Abreu Amorim (1 de octubre de 1963) es un político portugués miembro del Partido Social Demócrata. Se desempeña como ministro de Asuntos Parlamentarios en el XXV gobierno constitucional desde el 5 de junio de 2025.

## Biografía
Miembro del PSD, ha sido diputado de la Asamblea de la República en las legislaturas XII y XIII. Durante su etapa como diputado presidió el Grupo Parlamentario de Amistad Portugal-Chile.
Encabezó la lista del PSD por el distrito de Viana do Castelo para las elecciones parlamentarias de 2011, consiguiendo escaño en la Asamblea de la República para la XII legislatura de Portugal. En 2015 repitió la misma fórmula, revalidando el escaño en las parlamentarias de 2015 para la XIII legislatura. Para las elecciones de 2019, la dirección del PSD bajo Rui Rio le apartó de las listas por su apoyo a Pedro Santana Lopes en las primarias del PSD de 2018.
Fue nombrado secretario de Estado de Asuntos Parlamentarios en el XXIV gobierno constitucional, en el ministerio encabezado por Pedro Duarte.
Durante su breve etapa como secretario de Estado, anuncio la reanudación de la DAB+ en Portugal tras años apagada.
Con las elecciones anticipadas de 2025 a raíz del escándalo político del Caso Spinumviva, en las que acudió como sexto de la lista de Alianza Democrática por el distrito de Oporto, y la formación del XXV gobierno constitucional tras la victoria de Alianza Democrática, fue nombrado ministro de Asuntos Parlamentarios en reemplazo de Duarte asumiendo la cartera el 5 de junio de 2025.